# Piraci Mrocznych Wód
Piraci Mrocznych Wód (ang. The Pirates of Dark Water) – amerykański serial animowany wyprodukowany przez Hanna-Barbera i Turner Entertainment.
Serial cieszył się dużą popularnością w latach 90. Na jego podstawie powstał 90 minutowy pełnometrażowy film animowany oraz został wydany komiks (Marvel Comics), stworzono także grę na konsole firm SEGA i Nintendo oraz serię figurek przedstawiających postacie serialu.

## Fabuła
Serial opisuje przygody grupy żeglarzy, którzy chcą odnaleźć 13 legendarnych Klejnotów Władzy i powstrzymać tajemniczą Mroczną Wodę, zanim zniszczy ich świat - Mer.
Ze względu na wysokie koszty produkcji i inne czynniki serial nie został dokończony. Fabuła urywa się po 21 odcinku, tj. odnalezieniu 8 z 13 klejnotów.

## Obsada (głosy)
- George Newbern – Ren
- Roddy McDowall – Niddler
- Jodi Benson – Tula
- Héctor Elizondo – Ioz (I seria)
- Jim Cummings – Ioz (II seria)
- Brock Peters – Bloth
- Peter Cullen – Mantus
- Tim Curry – Konk
- Frank Welker – Morpho